# Монтгомъри (окръг, Мериленд)
Вижте пояснителната страница за други значения на Монтгомъри.
Окръг Монтгомъри (на английски: Montgomery County) е окръг в щата Мериленд, Съединени американски щати. Площта му е 1313 km², а населението – 1 043 863 души (2016). Административен център е град Роквил.